# Lega calcistica degli Emirati Arabi Uniti 1991-1992
La UAE Football League 1991-1992 è stata la 17ª edizione della massima competizione nazionale per club degli Emirati Arabi Uniti. A vincere il titolo è stato l'Al-Wasl Sports Club, che si è aggiudicato la competizione per la quinta volta.

## Classifica
|                                | Pos. | Squadra           | G  | V  | N  | P  | GF | GS | Pt |
| ------------------------------ | ---- | ----------------- | -- | -- | -- | -- | -- | -- | -- |
| Emirati Arabi Uniti (bandiera) | 1    | Al-Wasl           | 30 | 18 | 10 | 2  | 75 | 27 | 46 |
|                                | 2    | Sharjah           | 30 | 19 | 7  | 4  | 63 | 17 | 45 |
|                                | 3    | Baniyas           | 30 | 18 | 8  | 4  | 49 | 16 | 44 |
|                                | 4    | Al-Shabab         | 30 | 15 | 10 | 5  | 57 | 27 | 40 |
|                                | 5    | Al-Nasr           | 30 | 16 | 7  | 7  | 51 | 30 | 39 |
|                                | 6    | Al-Ahli Dubai     | 30 | 15 | 7  | 8  | 44 | 28 | 37 |
|                                | 7    | Al-Ain            | 30 | 13 | 8  | 9  | 42 | 35 | 34 |
|                                | 8    | Al-Jazira         | 30 | 12 | 8  | 10 | 26 | 43 | 32 |
|                                | 9    | Al-Wahda          | 30 | 11 | 8  | 11 | 38 | 35 | 30 |
|                                | 10   | Al-Khaleej        | 30 | 8  | 12 | 10 | 26 | 35 | 28 |
|                                | 11   | Emirates          | 30 | 9  | 9  | 12 | 28 | 29 | 27 |
|                                | 12   | Ittihad Kalba     | 30 | 10 | 7  | 13 | 36 | 49 | 27 |
|                                | 13   | Al-Shaab          | 30 | 9  | 6  | 15 | 29 | 43 | 24 |
|                                | 14   | Dibba Al-Fujairah | 30 | 3  | 6  | 21 | 14 | 49 | 12 |
|                                | 15   | Ras Al Khaima     | 30 | 1  | 6  | 23 | 18 | 59 | 8  |
|                                | 16   | Ajman             | 30 | 1  | 5  | 24 | 16 | 90 | 7  |

Legenda:

      Campione degli Emirati Arabi Uniti 1991-1992, ammessa al Campionato d'Asia per club 1992-1993

      Ammessa alla Coppa dei Campioni del Golfo 1993

      Ammessa alla Coppa delle Coppe dell'AFC 1992-1993

      Ammessa ai play-out

      Retrocesse nella UAE Second Division 1992-1993

Note:
Due punti a vittoria, uno a pareggio, zero a sconfitta.

## Spareggio Salvezza
| Kalba 18 giugno 1990, ore 19:35              | Ittihad Kalba        | 1 – 1 | Emirates | Ittihad Kalba Club Stadium (745 spett.) |
| \| \| \| \| \| \| Tiri di rigore 5 – 4 \| \| |                      |       |          |                                         |
|                                              |                      |       |          |                                         |
|                                              | Tiri di rigore 5 – 4 |       |          |                                         |